# Hotelul „La crucea alpinistului”
Hotelul „La crucea alpinistului” (în rusă: Отель «У Погибшего Альпиниста») este un roman științifico-fantastic polițist publicat în 1970 care a fost scris de Arkadi și Boris Strugațki în 1969. Romanul a fost adaptat ca un joc video în 2009 și pentru marele ecran în 1979. În țările vorbitoare de limba engleză, cartea a fost publicată sub titlul Inspector Glebsky's Puzzle.